# Бильгиш
Бильгиш (баш. Билгеш) — деревня в Кашкинском сельсовете Аскинского района Республики Башкортостан России.

## Население
| 2002 | 2009 | 2010 |
| ---- | ---- | ---- |
| 404  | ↘385 | ↘329 |

Согласно переписи 2002 года, преобладающая национальность — башкиры (100 %).

## Географическое положение
Расстояние до:
- районного центра (Аскино): 33 км,
- центра сельсовета (Кашкино): 7 км,
- ближайшей железнодорожной станции (Чернушка): 132 км.